# Bank of America Roval 400
La Bank of America Roval 400 (anciennement Bank of America 500) est une course automobile de véhicules de type stock-car, organisée chaque année par la NASCAR et comptant pour le championnat des NASCAR Cup Series.
Elle se déroule sur le Charlotte Motor Speedway situé dans la banlieue de Charlotte (Caroline du Nord) dans l'état de Caroline du Nord aux États-Unis. Une seconde course de NASCAR Cup Series, le Coca-Cola 600, se déroule sur ce même circuit le week-end du Memorial Day (vers la fin du mois de mai).

## Histoire
Jusqu'à la saison 2002, la course s'est déroulée le dimanche après-midi. Cette année là, la pluie a retardé le départ de sorte que la plupart de la course a eu lieu en nocturne. La NASCAR décide alors de déplacer la course au samedi soir lors des saisons 2003 à 2006. La NBC conserve les droits de retransmission de l'événement contrairement à la plupart des courses disputées en nocturnes et qui étaient diffusées sur la TNT. Avec ce changement, le Lowe's Motor Speedway devient le seul circuit à proposer deux courses de nuit sur la saison de NASCAR.
Depuis la saison 2017 cependant, le course est de nouveau disputée le dimanche après midi.
En 2005, le départ de la course est retardé après que le match de football américain de NCAA opposant les Fighting Irish de Notre Dame aux Trojans de l'USC soit terminé. La NBC possédait les droits de retransmission des deux événements. Alors que le match en était dans ses dernières minutes, les moteurs de voitures de course ont été mis en marche et la pace car est entrée en piste. La NBC s'est juste branchée sur la course au moment où la pace car rentrait dans les stands lançant via le drapeau vert le départ officiel de celle-ci.
Le revêtement de la piste a été refait avant le début de la saison 2006, de nombreux pneus ayant explosé aux environs du 30e tour de piste lors de la course de 2005.
De 1960 à 2017, la course se déroulait à la mi-octobre, et faisait partie des play-offs de la NASCAR Cup Series.
Avant 1966, la course se disputait sur une distance de 644,5 km (400,5 mi) mais est ensuite passée à 806 km (501 mi) jusqu'en fin de saison 2017. Depuis la saison 2018, la course se dispute sur le « roval », (combinaison de la piste ovale et du circuit routier intérieur) et sa distance a été ramenée à 400 km (248,58 mi),,. Elle était la 3e course des play-offs en 2018 et 2019 (round of 16) avant de devenir la 6e course des play-offs (round of 12) depuis la saison 2020.

## Caractéristiques

### Roval (depuis 2018)
- Course :
  - Longueur : 400 km (248,58 mi)
  - Nombre de tour : 109
    - Segment 1 : 25 tours
    - Segment 2 : 25 tours
    - Segment 3 : 59 tours

- Piste :
  - Type : circuit routier + ovale
  - Revêtement : Asphalte
  - Longueur circuit : 3,67 km (2,28 mi)
  - Nombre de virages : 17
  - Inclinaison (Banking) :
    - Virages de l'ovale : 24°
    - Lignes droites de l'ovale : 5°

### Ovale (avant 2018)
- Course :
  - Longueur : 500 km (310,68 mi)
  - Nombre de tour : 334
    - Segment 1 : 90 tours
    - Segment 2 : 90 tours
    - Segment 3 : 174 tours

- Piste :
  - Type : speedway
  - Revêtement : asphalte
  - Longueur circuit : 3,67 km (2,28 mi)
  - Nombre de virages : 4
  - Inclinaison (Banking) :
    - Virages : 24°
    - Lignes droites : 5°

- Record du tour de piste (sur l'ovale uniquement) : 24,490 secondes par Tony Stewart en 1998 à l'occasion d'une course du championnat d'IndyCar Series.

## Logos

2010-2017
Depuis 2018 (roval)

## Palmarès
| Année                                                  | Date         | N° | Pilote                 | Écurie                      | Châssis   | Course | Course           | Course          | Course             | Note        |
| ------------------------------------------------------ | ------------ | -- | ---------------------- | --------------------------- | --------- | ------ | ---------------- | --------------- | ------------------ | ----------- |
| Année                                                  | Date         | N° | Pilote                 | Écurie                      | Châssis   | Tours  | Miles (km)       | Durée           | Moyenne (miles/hr) | Note        |
| Ovale                                                  |              |    |                        |                             |           |        |                  |                 |                    |             |
| 1960                                                   | 15 octobre   | 21 | Speedy Thompson (en)   | Wood Brothers Racing        | Ford      | 267    | 400,5 (644,542)  | 3 h 32 min 50 s | 112,905            |             |
| 1961                                                   | 15 octobre   | 08 | Joe Weatherly          | Bud Moore Engineering       | Pontiac   | 267    | 400,5 (644,542)  | 3 h 20 min 20 s | 119,950            |             |
| 1962                                                   | 14 octobre   | 03 | Junior Johnson         | Ray Fox (en)                | Pontiac   | 267    | 400,5 (644,542)  | 3 h 01 min 42 s | 132,085            |             |
| 1963                                                   | 13 octobre   | 03 | Junior Johnson         | Ray Fox (en)                | Chevrolet | 267    | 400,5 (644,542)  | 3 h 01 min 54 s | 132,105            |             |
| 1964                                                   | 18 octobre   | 28 | Fred Lorenzen          | Holman-Moody (en)           | Ford      | 267    | 400,5 (644,542)  | 2 h 58 min 35 s | 134,475            | [ Note 1 ]  |
| 1965                                                   | 17 octobre   | 28 | Fred Lorenzen          | Holman-Moody (en)           | Ford      | 267    | 400,5 (644,542)  | 3 h 21 min 44 s | 119,117            |             |
| 1966                                                   | 16 octobre   | 12 | Lee Roy Yarbrough (en) | Jon Thorne                  | Dodge     | 334    | 501 (806,281)    | 3 h 49 min 55 s | 130,576            |             |
| 1967                                                   | 15 octobre   | 03 | Buddy Baker (en)       | Ray Fox (en)                | Dodge     | 334    | 501 (806,281)    | 3 h 50 min 04 s | 130,317            |             |
| 1968                                                   | 20 octobre   | 06 | Charlie Glotzbach (en) | Cotton Owens (en)           | Dodge     | 334    | 501 (806,281)    | 3 h 42 min 08 s | 135,234            |             |
| 1969                                                   | 12 octobre   | 27 | Donnie Allison (en)    | Banjo Matthews (en)         | Ford      | 334    | 501 (806,281)    | 3 h 48 min 32 s | 131,271            |             |
| 1970                                                   | 11 octobre   | 98 | Lee Roy Yarbrough (en) | Junior Johnson & Associates | Mercury   | 334    | 501 (806,281)    | 4 h 03 min 28 s | 123,246            |             |
| 1971                                                   | 10 octobre   | 12 | Bobby Allison          | Holman-Moody (en)           | Mercury   | 238    | 357 (574,535)    | 2 h 49 min 38 s | 126,140            | [ Note 2 ]  |
| 1972                                                   | 8 octobre    | 12 | Bobby Allison          | Richard Howard              | Chevrolet | 334    | 501 (806,281)    | 3 h 45 min 37 s | 133,234            |             |
| 1973                                                   | 7 octobre    | 11 | Cale Yarborough        | Richard Howard              | Chevrolet | 334    | 501 (806,281)    | 3 h 26 min 58 s | 145,240            |             |
| 1974                                                   | 6 octobre    | 21 | David Pearson          | Wood Brothers Racing        | Mercury   | 334    | 501 (806,281)    | 4 h 10 min 41 s | 119,912            | [ Note 3 ]  |
| 1975                                                   | 5 octobre    | 43 | Richard Petty          | Petty Enterprises           | Dodge     | 334    | 501 (806,281)    | 3 h 47 min 22 s | 132,209            | [ Note 4 ]  |
| 1976                                                   | 10 octobre   | 01 | Donnie Allison (en)    | Ellington Racing (en)       | Chevrolet | 334    | 501 (806,281)    | 3 h 32 min 51 s | 141,226            |             |
| 1977                                                   | 9 octobre    | 72 | Benny Parsons          | L.G. DeWitt (en)            | Chevrolet | 334    | 501 (806,281)    | 3 h 30 min 32 s | 142,780            |             |
| 1978                                                   | 8 octobre    | 15 | Bobby Allison          | Bud Moore Engineering       | Ford      | 334    | 501 (806,281)    | 3 h 31 min 57 s | 141,826            |             |
| 1979                                                   | 7 octobre    | 11 | Cale Yarborough        | Junior Johnson & Associates | Chevrolet | 334    | 501 (806,281)    | 3 h 43 min 53 s | 134,266            |             |
| 1980                                                   | 5 octobre    | 02 | Dale Earnhardt         | Rod Osterlund Racing (en)   | Chevrolet | 334    | 501 (806,281)    | 3 h 42 min 18 s | 135,243            |             |
| 1981                                                   | 11 octobre   | 11 | Darrell Waltrip        | Junior Johnson & Associates | Buick     | 334    | 501 (806,281)    | 4 h 15 min 52 s | 117,483            |             |
| 1982                                                   | 10 octobre   | 33 | Harry Gant (en)        | Hal Needham                 | Buick     | 334    | 501 (806,281)    | 3 h 39 min 05 s | 137,208            |             |
| 1983                                                   | 9 octobre    | 43 | Richard Petty          | Petty Enterprises           | Pontiac   | 334    | 501 (806,281)    | 3 h 34 min 43 s | 139,998            | [ Note 5 ]  |
| 1984                                                   | 7 octobre    | 09 | Bill Elliott           | Melling Racing              | Ford      | 334    | 501 (806,281)    | 3 h 24 min 41 s | 148,861            |             |
| 1985                                                   | 6 octobre    | 28 | Cale Yarborough        | Ranier-Lundy (en)           | Ford      | 334    | 501 (806,281)    | 3 h 39 min 48 s | 136,761            | [ Note 6 ]  |
| 1986                                                   | 5 octobre    | 03 | Dale Earnhardt         | Richard Childress Racing    | Chevrolet | 334    | 501 (806,281)    | 3 h 47 min 02 s | 132,403            |             |
| 1987                                                   | 11 octobre   | 09 | Bill Elliott           | Melling Racing              | Ford      | 334    | 501 (806,281)    | 3 h 54 min 02 s | 128,443            |             |
| 1988                                                   | 9 octobre    | 27 | Rusty Wallace          | Blue Max Racing (en)        | Pontiac   | 334    | 501 (806,281)    | 3 h 50 min 02 s | 130,677            |             |
| 1989                                                   | 8 octobre    | 25 | Ken Schrader           | Hendrick Motorsports        | Chevrolet | 334    | 501 (806,281)    | 3 h 20 min 35 s | 149,863            |             |
| 1990                                                   | 7 octobre    | 28 | Davey Allison          | Robert Yates Racing         | Ford      | 334    | 501 (806,281)    | 3 h 38 min 44 s | 137,428            |             |
| 1991                                                   | 12 octobre   | 11 | Geoff Bodine           | Junior Johnson & Associates | Ford      | 334    | 501 (806,281)    | 3 h 36 min 17 s | 138,984            |             |
| 1992                                                   | 11 octobre   | 06 | Mark Martin            | Roush Racing                | Ford      | 334    | 501 (806,281)    | 3 h 15 min 47 s | 153,537            |             |
| 1993                                                   | 10 octobre   | 28 | Ernie Irvan            | Roush Racing                | Ford      | 334    | 501 (806,281)    | 3 h 14 min 31 s | 154,537            | [ Note 7 ]  |
| 1994                                                   | 9 octobre    | 18 | Dale Jarrett           | Joe Gibbs Racing            | Chevrolet | 334    | 501 (806,281)    | 3 h 26 min 00 s | 145,922            |             |
| 1995                                                   | 8 octobre    | 06 | Mark Martin            | Roush Racing                | Ford      | 334    | 501 (806,281)    | 3 h 26 min 48 s | 145,358            |             |
| 1996                                                   | 6 octobre    | 05 | Terry Labonte          | Hendrick Motorsports        | Chevrolet | 334    | 501 (806,281)    | 3 h 30 min 00 s | 143,143            | [ Note 8 ]  |
| 1997                                                   | 5 octobre    | 88 | Dale Jarrett           | Robert Yates Racing         | Ford      | 334    | 501 (806,281)    | 3 h 28 min 17 s | 144,323            |             |
| 1998                                                   | 4 octobre    | 06 | Mark Martin            | Roush Racing                | Ford      | 334    | 501 (806,281)    | 4 h 04 min 01 s | 123,188            |             |
| 1999                                                   | 11 octobre   | 24 | Jeff Gordon            | Hendrick Motorsports        | Chevrolet | 334    | 501 (806,281)    | 3 h 07 min 31 s | 160,306            | [ Note 9 ]  |
| 2000                                                   | 8 octobre    | 18 | Bobby Labonte          | Joe Gibbs Racing            | Pontiac   | 334    | 501 (806,281)    | 3 h 44 min 57 s | 133,63             |             |
| 2001                                                   | 7 octobre    | 40 | Sterling Marlin        | Chip Ganassi Racing         | Dodge     | 334    | 501 (806,281)    | 3 h 36 min 15 s | 139,006            |             |
| 2002                                                   | 13 octobre   | 40 | Jamie McMurray         | Chip Ganassi Racing         | Dodge     | 334    | 501 (806,281)    | 3 h 32 min 28 s | 141,481            | [ Note 10 ] |
| 2003                                                   | 11 octobre   | 20 | Tony Stewart           | Joe Gibbs Racing            | Chevrolet | 334    | 501 (806,281)    | 3 h 30 min 24 s | 142,871            |             |
| 2004                                                   | 16 octobre   | 48 | Jimmie Johnson         | Hendrick Motorsports        | Chevrolet | 334    | 501 (806,281)    | 3 h 50 min 51 s | 130,214            |             |
| 2005                                                   | 15 octobre   | 48 | Jimmie Johnson         | Hendrick Motorsports        | Chevrolet | 336    | 504 (811,109)    | 4 h 11 min 18 s | 120,334            | [ Note 11 ] |
| 2006                                                   | 14 octobre   | 09 | Kasey Kahne            | Evernham Motorsports        | Dodge     | 334    | 501 (806,281)    | 3 h 47 min 29 s | 132,142            |             |
| 2007                                                   | 13 octobre   | 24 | Jeff Gordon            | Hendrick Motorsports        | Chevrolet | 337*   | 505,5 (813,523)  | 4 h 00 min 58 s | 125,868            | [ Note 11 ] |
| 2008                                                   | 11 octobre   | 31 | Jeff Burton            | Richard Childress Racing    | Chevrolet | 334    | 501 (806,281)    | 3 h 44 min 50 s | 133,699            |             |
| 2009                                                   | 17 octobre   | 48 | Jimmie Johnson         | Hendrick Motorsports        | Chevrolet | 334    | 501 (806,281)    | 3 h 38 min 22 s | 137,658            |             |
| 2010                                                   | 16 octobre   | 01 | Jamie McMurray         | Earnhardt Ganassi Racing    | Chevrolet | 334    | 501 (806,281)    | 3 h 34 min 07 s | 140,391            |             |
| 2011                                                   | 15 octobre   | 17 | Matt Kenseth           | Roush Fenway Racing         | Ford      | 334    | 501 (806,281)    | 3 h 25 min 37 s | 146,194            |             |
| 2012                                                   | 13 octobre   | 15 | Clint Bowyer           | Michael Waltrip Racing      | Toyota    | 334    | 501 (806,281)    | 3 h 14 min 01 s | 154,935            |             |
| 2013                                                   | 12 octobre   | 02 | Brad Keselowski        | Team Penske                 | Ford      | 334    | 501 (806,281)    | 3 h 09 min 53 s | 158,308            |             |
| 2014                                                   | 11 octobre   | 04 | Kevin Harvick          | Stewart-Haas Racing         | Chevrolet | 334    | 501 (806,281)    | 3 h 26 min 49 s | 145,346            |             |
| 2015                                                   | 11 octobre   | 22 | Joey Logano            | Team Penske                 | Ford      | 334    | 501 (806,281)    | 3 h 35 min 05 s | 139,76             | [ Note 12 ] |
| 2016                                                   | 9 octobre    | 48 | Jimmie Johnson         | Hendrick Motorsports        | Chevrolet | 334    | 501 (806,281)    | 3 h 42 min 47 s | 134,929            | [ Note 12 ] |
| 2017                                                   | 8 octobre    | 78 | Martin Truex Jr.       | Furniture Row Racing        | Toyota    | 337    | 505,5 (813,523)  | 3 h 38 min 00 s | 139,128            | [ Note 11 ] |
| Roval (Ovale + Circuit Routier) — 2,28 miles (3,67 km) |              |    |                        |                             |           |        |                  |                 |                    |             |
| 2018                                                   | 30 septembre | 12 | Ryan Blaney            | Team Penske                 | Ford      | 109    | 248,52 (399,954) | 3 h 1 min 34 s  | 082,125            |             |
| 2019                                                   | 29 septembre | 09 | Chase Elliott          | Hendrick Motorsports        | Chevrolet | 109    | 248,52 (399,954) | 3 h 20 min 58 s | 075,499            |             |
| 2020                                                   | 11 octobre   | 09 | Chase Elliott          | Hendrick Motorsports        | Chevrolet | 109    | 248,52 (399,954) | 3 h 17 min 11 s | 076,948            |             |
| 2021                                                   | 10 octobre   | 05 | Kyle Larson            | Hendrick Motorsports        | Chevrolet | 109    | 248,52 (399,954) | 3 h 15 min 04 s | 077,783            |             |
| 2022                                                   | 9 octobre    | 20 | Christopher Bell       | Joe Gibbs Racing            | Toyota    | 112    | 255,36 (410,961) | 2 h 59 min 54 s | 086,661            | [ Note 11 ] |
| 2023                                                   | 8 octobre    | 16 | A. J. Allmendinger     | Kaulig Racing (en)          | Chevrolet | 109    | 248,52 (399,954) | 3 h 05 min 57 s | 081,596            |             |
| Roval (Ovale + Circuit Routier) — 2,73 miles (3,67 km) |              |    |                        |                             |           |        |                  |                 |                    |             |
| 2024                                                   | 13 octobre   | 05 | Kyle Larson            | Hendrick Motorsports        | Chevrolet | 109    | 248,52 (399,954) | 3 h 00 min 03 s | 082,817            |             |

1. ↑  Fred Lorenzen prit la tête à deux tours de la fin après le crash de Richard Petty lié à la crevaison d'un de ses pneus.
2. ↑  Course raccourcie à cause de la pluie.
3. ↑  Course marquée par 47 changements de leader, par un accident impliquant 10 voitures dans lequel Marty Robbins fut gravement blessé au visage, par un autre accident entre Don Adcox et Ramo Stott et par un début d'incendie dans le stand de Richard Petty.
4. ↑  Dernière édition de cette course sous la promotion de Richard Howard.
5. ↑  Course entachée par le moteur non conforme de Richard Petty qui reçoit une amende de 35 000 $ et perd plus de 100 points au classement du championnat.
6. ↑  Dernière victoire de Cale Yarborough en NASCAR.
7. ↑  Ernie Irvan a mené un nombre record de 328 tours lors de cette course.
8. ↑  Course entachée par un accident impliquant de nombreuses voitures dont celle d'Ernie Irvan.
9. ↑  Course reportée du dimanche au lundi à cause de la pluie.
10. ↑  Première victoire en carrière de Jamie McMurray à l'occasion de sa 2e course.
11. 1 2 3 4  Course prolongée en raison d'une arrivée Green-white-checker.
12. 1 2  Course déplacée du samedi soir au dimanche après midi à la suite des conditions météorologiques (pluie).

### Pilotes multiples vainqueurs
En italique, les courses gagnées sur le Roval (depuis 2018)
| Nb.         | Pilote              | Année                  |
| ----------- | ------------------- | ---------------------- |
| 4           | Jimmie Johnson      | 2004, 2005, 2009, 2016 |
| 3           | Bobby Allison       | 1971, 1972, 1978       |
| 3           | Cale Yarborough     | 1973, 1979, 1985       |
| 3           | Mark Martin         | 1992, 1995, 1998       |
| 2           | Junior Johnson      | 1962, 1963             |
| 2           | Fred Lorenzen       | 1964, 1965             |
| 2           | LeeRoy Yarbrough    | 1966, 1970             |
| 2           | Donnie Allison (en) | 1969, 1976             |
| 2           | Richard Petty       | 1975, 1983             |
| 2           | Dale Earnhardt      | 1980, 1986             |
| 2           | Bill Elliott        | 1984, 1987             |
| 2           | Dale Jarrett        | 1994, 1997             |
| 2           | Jeff Gordon         | 1999, 2007             |
| 2           | Jamie McMurray      | 2002, 2010             |
| 2           | Chase Elliott       | 2019, 2020             |
| Kyle Larson | 2021, 2024          |                        |

### Écuries multiples gagnantes
En italique, les courses gagnées sur le Roval (depuis 2018)
| Nb. | Écurie                           | Année                                                                  |
| --- | -------------------------------- | ---------------------------------------------------------------------- |
| 12  | Hendrick Motorsports             | 1989, 1996, 1999, 2004, 2005, 2007, 2009, 2016, 2019, 2020, 2021, 2024 |
| 4   | Junior Johnson & Associates      | 1970, 1979, 1981, 1991                                                 |
| 4   | Roush Fenway Racing              | 1992, 1995, 1998, 2011                                                 |
| 4   | Joe Gibbs Racing                 | 1994, 2000, 2003, 2022                                                 |
| 3   | Ray Fox (en)                     | 1962, 1963, 1967                                                       |
| 3   | Holman-Moody (en)                | 1964, 1965, 1971                                                       |
| 3   | Chip Ganassi Racing              | 2001, 2002, 2010                                                       |
| 3   | Robert Yates Racing/Yates Racing | 1990, 1993, 1997                                                       |
| 3   | Team Penske                      | 2013, 2015, 2018                                                       |
| 2   | Wood Brothers Racing             | 1960, 1974                                                             |
| 2   | Bud Moore Engineering            | 1961, 1978                                                             |
| 2   | Richard Howard                   | 1972, 1973                                                             |
| 2   | Melling Racing                   | 1984, 1987                                                             |
| 2   | Richard Childress Racing         | 1986, 2008                                                             |

### Victoire des manufacturiers
En italique, les courses gagnées sur le Roval (depuis 2018)
| Nb. | Manufacturier | Année |
| --- | ------------- | --- |
| 26  | Chevrolet     | 1963, 1972, 1973, 1976, 1977, 1979, 1980, 1986, 1989, 1994, 1996, 1999, 2003, 2004, 2005, 2007, 2008, 2009, 2010, 2014, 2016, 2019, 2020, 2021, 2023, 2024 |
| 19  | Ford          | 1960, 1964, 1965, 1969, 1978, 1984, 1985, 1987, 1990, 1991, 1992, 1993, 1995, 1997, 1998, 2011, 2013, 2015, 2018                                           |
| 7   | Dodge         | 1966, 1967, 1968, 1975, 2001, 2002, 2006 |
| 5   | Pontiac       | 1961, 1962, 1983, 1988, 2000 |
| 3   | Toyota        | 2012, 2017, 2022 |
| 3   | Mercury       | 1970, 1971, 1974 |
| 2   | Buick         | 1981, 1982 |